# Saintluciatangara
Saintluciatangara (Melanospiza richardsoni) är en fågel i familjen tangaror inom ordningen tättingar.

## Utseende och läten
Saintluciatangaran är en liten (13–14 cm) brun eller svart finkliknande fågel med kraftig svart näbb. Hanen är helsvart med skära ben, honan brun ovan med kontrasterande grå hjässa och beigefärgad undersida. Liknande antillerfinken är större men med mindre näbb och saknar det skära på benen. Lätet är ett något banansmyglikt men grovt "tick-zwee-swisiwis-you", med betoning på andra och sista tonen.

## Utbredning och systematik
Saintluciatangaran är endemisk för ön Saint Lucia i Små Antillerna. Tidigare placerades den som ensam art i Melanospiza, men efter DNA-studier förs även sisitangaran dit.

### Familjetillhörighet
Liksom andra finkliknande tangaror placerades denna art tidigare i familjen Emberizidae. Genetiska studier visar dock att den är en del av tangarorna.

## Status
Santaluciatangaran har ett mycket litet bestånd med endast uppskattningsvis 250–1000 vuxna individer. Den hotas av habitatförstörelse och predation från invasiva arter. Internationella naturvårdsunionen IUCN kategoriserar arten som starkt hotad.

## Namn
Fågelns svenska och vetenskapliga artnamn hedrar William Everett Richardson (1825-1902), amerikansk fraktchef och samlare av specimen.